# Риндинське сільське поселення (Цівільський район)
Ри́ндинське сільське поселення (рос. Рындинское сельское поселение) — муніципальне утворення у складі Цівільського району Чувашії, Росія. Адміністративний центр — село Риндино.

## Населення
Населення — 1504 особи (2019, 1620 у 2010, 1710 у 2002).

## Склад
До складу поселення входять такі населені пункти:
| Населений пункт            | Населення, осіб (2002) | Населення, осіб (2010) |
| -------------------------- | ---------------------- | ---------------------- |
| Верхні Анатріяли, присілок | 89                     | 62                     |
| Нижні Анатріяли, присілок  | 81                     | 52                     |
| Нижні Кібексі, присілок    | 227                    | 245                    |
| Нова Деревня, присілок     | 89                     | 92                     |
| Перше Семеново, присілок   | 343                    | 266                    |
| Риндино, село              | 746                    | 775                    |
| Три-Ізби, присілок         | 135                    | 128                    |